# People’s Liberation Organisation of Tamil Eelam
Die People’s Liberation Organisation of Tamil Eelam (PLOTE, Tamil தமிழீழ மக்கள் விடுதலைக் கழகம், singhalesisch දෙමළ ඊළාම් ජනතා විමුක්ති සංවිධානය, „Volksbefreiungsorganisation von Tamil Eelam“) ist eine früher militante und später politische Organisation von Tamilen in Sri Lanka.

## Geschichte
Die PLOTE wurde 1980 durch Kadirgamapillai (Kathirkamar) Nallainathan (Nom de guerre Uma Maheswaren oder Mukundan) gegründet. Dieser war ursprünglich ein Führungskader der Liberation Tigers of Tamil Eelam (LTTE) gewesen, hatte sich aber mit deren Führer Velupillai Prabhakaran überworfen. Ideologisch ähnelten sich PLOTE und LTTE. Beide Gruppen kämpften für einen unabhängigen sozialistischen Tamilenstaat in Sri Lanka. Von allen größeren militanten Tamilenorganisationen war die PLOTE am meisten von marxistisch-leninistischer Ideologie geprägt. Auch lehnte die PLOTE die von den LTTE verfolgte Guerillataktik ab. Gelegentlich führten PLOTE und LTTE gemeinsame Aktionen gegen Repräsentanten der sri-lankischen Staatsgewalt aus, jedoch war das Verhältnis meist von feindseliger Rivalität geprägt. Anfang der 1980er Jahre wurde die PLOTE durch den Research and Analysis Wing (R&AW), den indischen Auslandsgeheimdienst, unterstützt. Dieser stellte jedoch Mitte der 1980er Jahre die Unterstützung ein und ab 1986 begannen die LTTE systematisch, alle mit ihr rivalisierenden militanten Tamilenorganisationen zu eliminieren. Diesen „Säuberungsaktionen“ fiel im Jahr 1987 ein Großteil der PLOTE-Kader zum Opfer. 1989 starb auch der PLOTE-Gründer und -Führer Uma Maheswaren bei einem Mordanschlag. Die verbliebenen PLOTE-Kämpfer formierten sich zu einer kleinen paramilitärischen Gruppe, die auf Seite der Regierungstruppen gegen die LTTE und andere Tamilengruppen kämpfte. Am 3. November 1988 waren ungefähr 80 PLOTE-Kämpfer als Söldner an einem erfolglosen Putschversuch gegen die Regierung der Malediven beteiligt. 1989 wurde ein politischer Arm unter der Bezeichnung Democratic People’s Liberation Front (DPLF, ஜனநாயக மக்கள் விடுதலை முன்னணி) gegründet, mit dem sich die PLOTE an Wahlen beteiligte und 1999 stellte die Gruppe ihre Terroraktivtäten ein. Als letzte bekanntgewordene Terroraktion der PLOTE gilt die Ermordung von drei tamilischen Politikern rivalisierender Gruppen (darunter zwei der TELO) am 15. Mai 1999 bei Bambalapitiya (Colombo). Der paramilitärische Arm der PLOTE war bis zum Ende des Bürgerkriegs im Jahr 2009 auf Seiten der Regierungstruppen aktiv. Diesem paramilitärischen Flügel wurden wiederholt Menschenrechtsverbrechen vorgeworfen.